# Pointe Morphy
La pointe Morphy est un cap de Guadeloupe donnant sur la mer des Caraïbes.

## Géographie

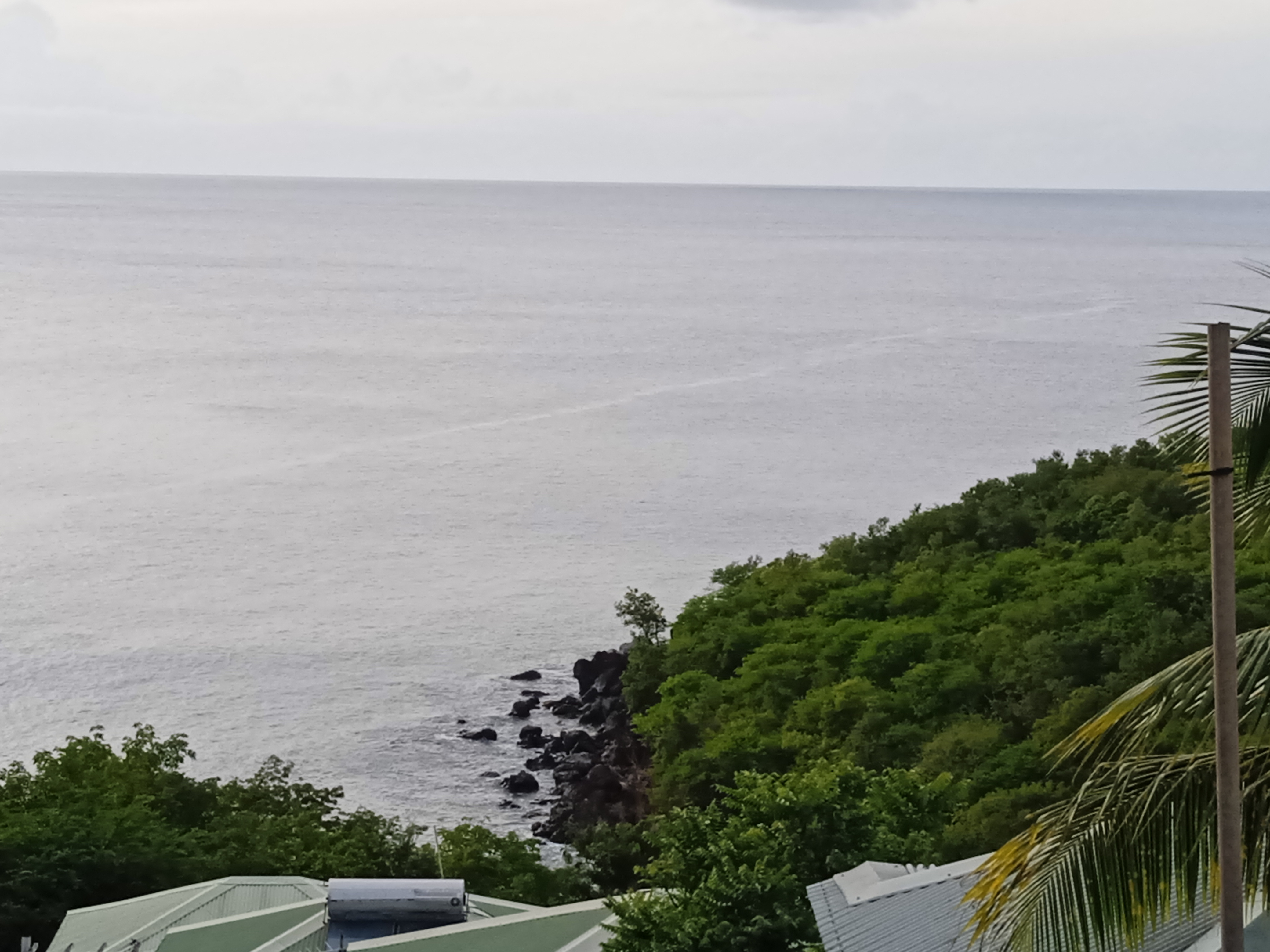
Anse la Boîte

Il se situe au nord de la pointe Cimetière Cato entre la commune de Pointe-Noire et le lieu-dit Morphy. La petite anse entre la pointe Cimetière Cato et la pointe Morphy se nomme anse la Boîte.
Le site est réputé pour la plongée sous-marine.